# Карибска плоча
Карибската плоча е тектонска плоча, представляваща главно океанска кора, намираща се под Централна Америка и Карибско море.
Имаща площ от грубо 3,3 милиона квадратни километра, Карибската плоча граничи със Северноамериканската, Южноамериканската, Наска и Кокосовата плочи. Тези граници са региони с интензивна сеизмична активност, включваща чести земетресения, евентуални цунамита и вулканични изригвания.

## Граници
Северната граница със Северноамериканската плоча е трансформна граница, която се разпростира от граничната зона при Белиз, Гватемала и Хондурас в Централна Америка на запад през Каймановата падина за да се съедини с южната граница при микроплочата Гонава. Източно от Среднокаймановото възвишение, това продължава под формата на разломни зони към източната част на Испаньола. От там продължава към Пуерто Рико и Вирджинските острови. Част от Пуерториканската падина, най-дълбоката част от Атлантическия океан, е разположена по тази граница. Пуерториканската падина се намира в сложен преход от субдукционната граница на юг и трансформната граница на запад.
Източната граница е зона на субдукция, при която океанската кора на Южноамериканската плоча се подпъхва под Карибската. Субдукцията образува вулканичните острови от Вирджинските острови на север до островите до брега на Венецуела на юг. Тази граница съдържа 17 активни вулкана, от които най-известни са Суфриер Хилс (Монсерат), Мон Пеле (Мартиника), Гранд Суфриер (Гваделупа), Суфриер Сейнт Винсент (Сейнт Винсент) и подводният Кик ем Джени, който лежи на около 10 km северно от Гренада. Големите исторически земетресения през 1839 и 1843 г. в този регион вероятно са резултат от мощни приплъзвания.
По дължина на геологически сложната южна граница Карибската плоча взаимодейства с Южноамериканската плоча, образувайки Барбадос, Тринидад и Тобаго (всички върху Карибската плоча) и острови до брега на Венецуела и Колумбия. Тази граница отчасти е резултат от трансформен разлом в комбинация с навлак и зона на субдукция. Богатите венецуелски петролни залежи е възможно да са резултат от това сложно взаимодействие на плочите. Карибската плоча се движи на изток с около 22 mm годишно спрямо Южноамериканската плоча. Във Венецуела голяма част от движението между Карибската плоча и Южноамериканската плоча се случва при разломите Боконо, Ел Пилар и Сан Себастиан.
Западната част на плочата е заета от Централна Америка. Кокосовата плоча в Тихия океан се подпъхва под Карибската плоча близо до западния бряг на Централна Америка. Тази субдукция е създала вулканите в Гватемала, Ел Салвадор, Никарагуа и Коста Рика.

## Произход
Обичайната теория относно произхода на Карибската плоча днес е сравнявана с контрастираща теория от 2002 г. Основната теория гласи, че плочата се е образувала от Голямата карибска магмена провинция, която се е сформирала в Тихия океан преди десетки милиони години. Докато Атлантическият океан се разширява, Северна и Южна Америка биват избутвани настрани, отделяни от океанска кора. Тихоокеанското дъно се подпъхва под тази океанска кора между двата континента. Карибската магмена провинция се носи към същата област, но е по-малко плътна от околната океанска кора и не се подпъхва, а по-скоро се качва върху океанското дъно, продължавайки да се движи на изток спрямо Северна и Южна Америка. С образуването на Панамския провлак преди 3 милиона години, тя изгубва връзката си Тихия океан.
По-скорошната теория твърди, че Карибската плоча се събира от Атлантическа гореща точка, която вече не съществува. Тази теория използва доказателствата относно абсолютното движение на Карибската плоча, които сочат, че тя се движи на запад, а не на изток, и че привидното източно движение е само спрямо движенията на Северноамериканската и Южноамериканската плочи.

## Първи американски сухопътен мост
Карибската плоча започва движението си на изток преди около 80 млн. години през късна креда. Това движение накрая води до образуването на вулканична дъга, разпростираща е от северозападната част на Южна Америка до Юкатан, която днес е представена от острови Лас Авес и Големите и Малките Антили. Тази дъга търпи постоянна тектоника и колебания на морското ниво, но просъществува до средата на еоцен и с прекъсвания образува сухопътен мост по дължина на източната и северната граници на Карибската плоча.
Преди около 58,5 – 56,5 млн. години, по време на късен палеоцен, локално ниско ниво на морското равнище, подпомагано от континенталното повдигане на западния край на Южна Америка, довежда до напълно функционален сухопътен мост, по който преминават няколко групи бозайници в т.нар. обмен на видове. Големият американски обмен на видове, в хода на който наземни и сладководни животни мигрират между Северна Америка и Южна Америка през повдигнатия западен край на Карибската плоча (Централна Америка) настъпва по-късно, кулминирайки драстично преди около 3 млн. години.